# 蒙特虹銀漢魚
蒙特虹銀漢魚（学名：Melanotaenia monticola）為輻鰭魚綱銀漢魚目虹銀漢魚科的其中一種，其种加词“monticola”意为“生长在山地的”。分布於巴布亞紐幾內亞南部高地的Mendi及Kutubu湖流域，為熱帶魚類，體長可達8公分，棲息在底中層水域，生活習性不明，可做為觀賞魚。